# Pereorky
Pereorky (ukr. Переорки) – wieś na Ukrainie, w obwodzie winnickim, w rejonie winnickim, w hromadzie Stryżawka. W 2015 liczyła około 700 mieszkańców.